# Góry Tunezyjskie

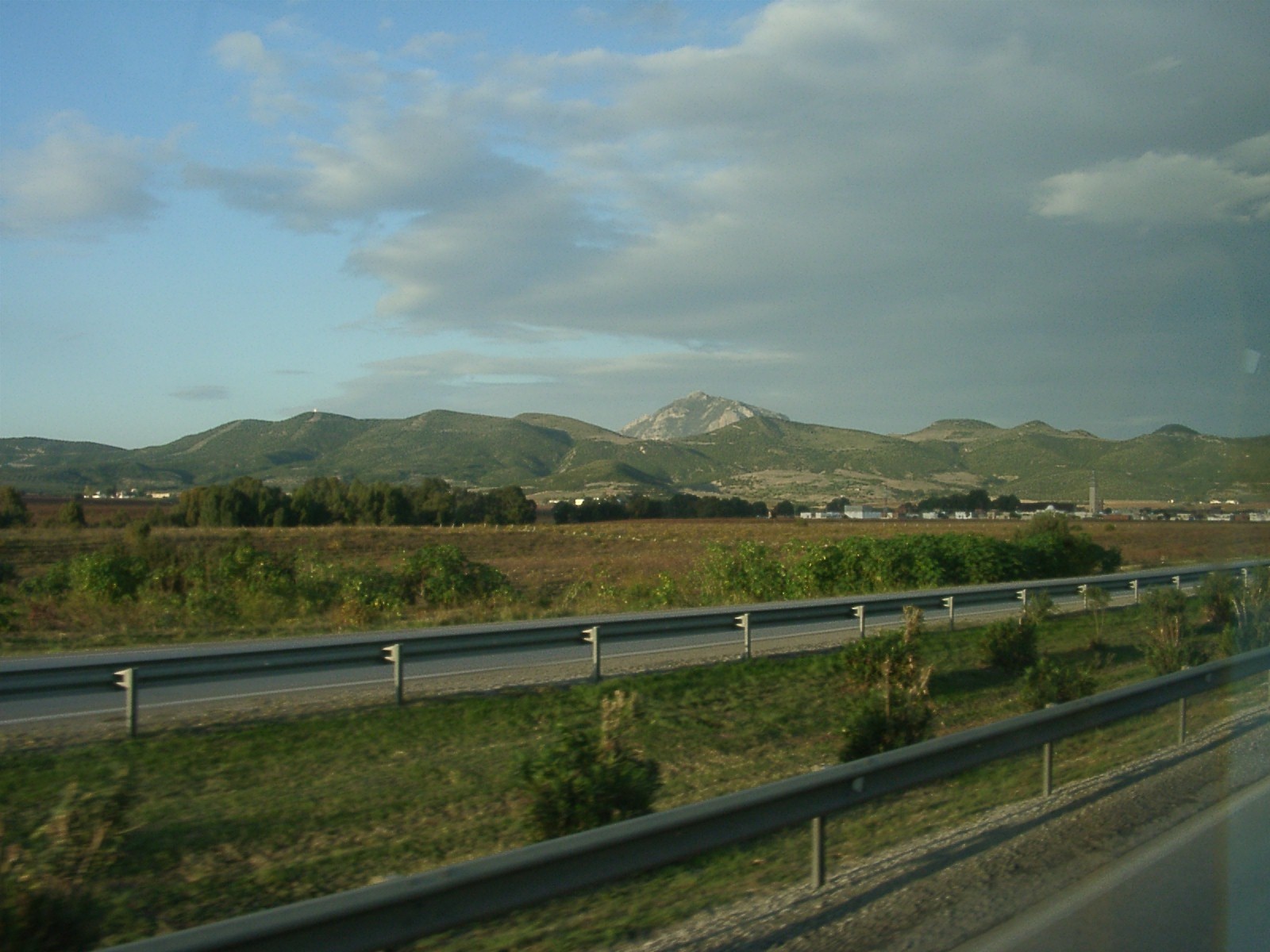
Widok na Góry Tunezyjskie

Góry Tunezyjskie (arab. ‏الظهر التونسي‎ = Az-Zahr at-Tunusi; fr. Dorsale Tunisienne) – pasmo górskie w Tunezji, w obrębie Atlasu Tellskiego. W Górach Tunezyjskich leżą najwyższe szczyty Tunezji, m.in. Dżabal asz-Szanabi (1544 m n.p.m.) na południowym zachodzie czy Dżabal Zaghwan (1295 m n.p.m.) na północnym wschodzie. Na przeważającej części pasma dominują jednak niskie pagórki, wykorzystywane rolniczo pod uprawę zbóż.